# Zuckerfabrik Hohenau

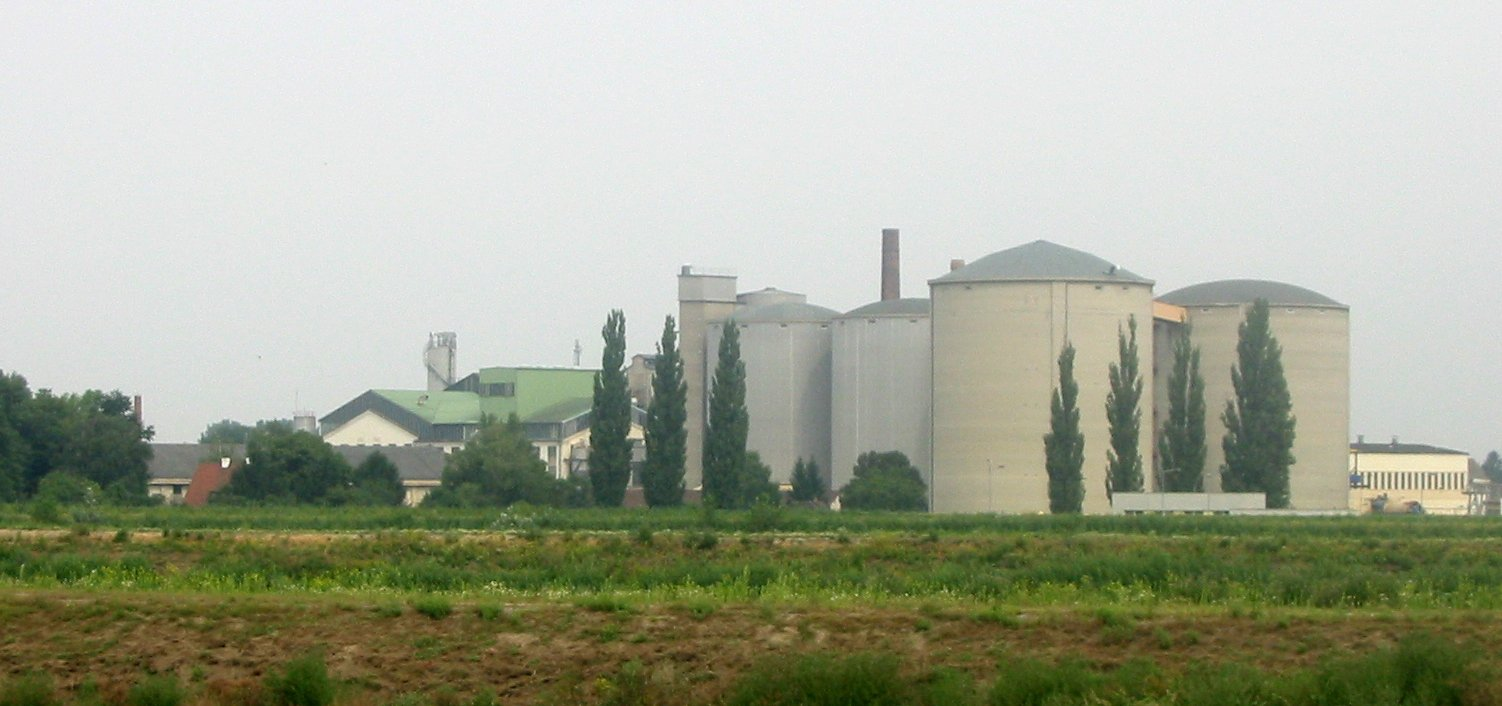
Die Zuckerfabrik von Hohenau

Die Zuckerfabrik Hohenau in Hohenau an der March (Niederösterreich) war ein traditionsreicher, von 1867 bis 2006 bestehender Wirtschaftsbetrieb zur industriellen Erzeugung von Rübenzucker. Er wurde von der Familie Strakosch gegründet.

## Geschichte
1867 gründeten sechs Brüder der Familie Strakosch eine Rübenzuckerverwertung in Hohenau an der March, die bald eine führende Position in der österreichischen Reichshälfte der Donaumonarchie einnahm. Nach dem Ende des Ersten Weltkriegs fielen allerdings große Teile des Rübenanbaugebietes an die Tschechoslowakei, und die Agrarkrise der 1930er Jahre traf das Unternehmen schwer. Siegfried Strakosch (1867–1933) bemühte sich dennoch, die private österreichische Zuckerproduktion aufrechtzuerhalten. 1938 kam es zur Arisierung. Der damalige, seit 1933 geschäftsführende, Direktor der Zuckerfabrik Georg Strakosch-Feldringen, beging am 7. Juli 1938 Selbstmord. 1939 brannte die Raffinerie. Nach 1945 mussten Teile der Fabrik aufgrund schwerer Kriegsschäden wieder aufgebaut werden.
1945 wurde die Fabrik vom aus der Emigration in England zurückgekehrten Oskar Strakosch übernommen. Durch Beteiligungen an anderen Werken entstand ein Familienkonzern. Ab 1988 begann sich die Familie Strakosch allerdings aus der Zuckerfabrikation schrittweise zurückzuziehen. Die Raiffeisengruppe (Agrana) gewann bestimmenden Einfluss über alle Zuckerfabriken Österreichs. Nach dem Einstieg der deutschen Südzucker wurde die Zuckerfabrik Teil eines transnationalen Konzerns. Der Standort Hohenau wurde zunächst zu einer der modernsten österreichischen Zuckerfabriken ausgebaut, durch Automatisierung sank allerdings die Beschäftigtenzahl von etwa 1200 auf ca. ein Zehntel dessen.
Im Jahr 2003 wurden die noch vorhandenen Anteile der Familie Strakosch an die Agrana verkauft. Weiter gehender Rationalisierungsdruck bewirkte, dass von den drei etwa gleich modernen Fabriken in Tulln, Leopoldsdorf und Hohenau, wo letztlich noch 136 Mitarbeiter beschäftigt waren, die letztgenannte 2006 geschlossen wurde.

## Ökologische Folgen der Schließung
Die Anlandebecken, die von der Zuckerfabrik für den anfallenden Rübenschlamm angelegt wurden, und der bis zu 30 Grad warme Kühlteich stellten für zahlreiche Wasservögel und Limikolen wichtige Winterrastplätze dar. Die Kühlteiche waren durch die von September bis Jahresende dauernde Rübenkampagne eisfrei. Durch die Kooperation des Vereins Auring und dem Unternehmen konnten optimale Lebensbedingungen für seltene Vogelarten geschaffen werden. Durch die Schließung des Unternehmens gingen diese Bedingungen verloren. Bestrebungen des Vereins das Land Niederösterreich oder das Lebensministerium diese Plätze zu erhalten verliefen im Sand. Erst durch die Kooperation mit einem Privatunternehmen, das in den Teichen eine Fischzucht betreibt, konnten die Bemühungen weiter fortgesetzt werden.

## Galerie

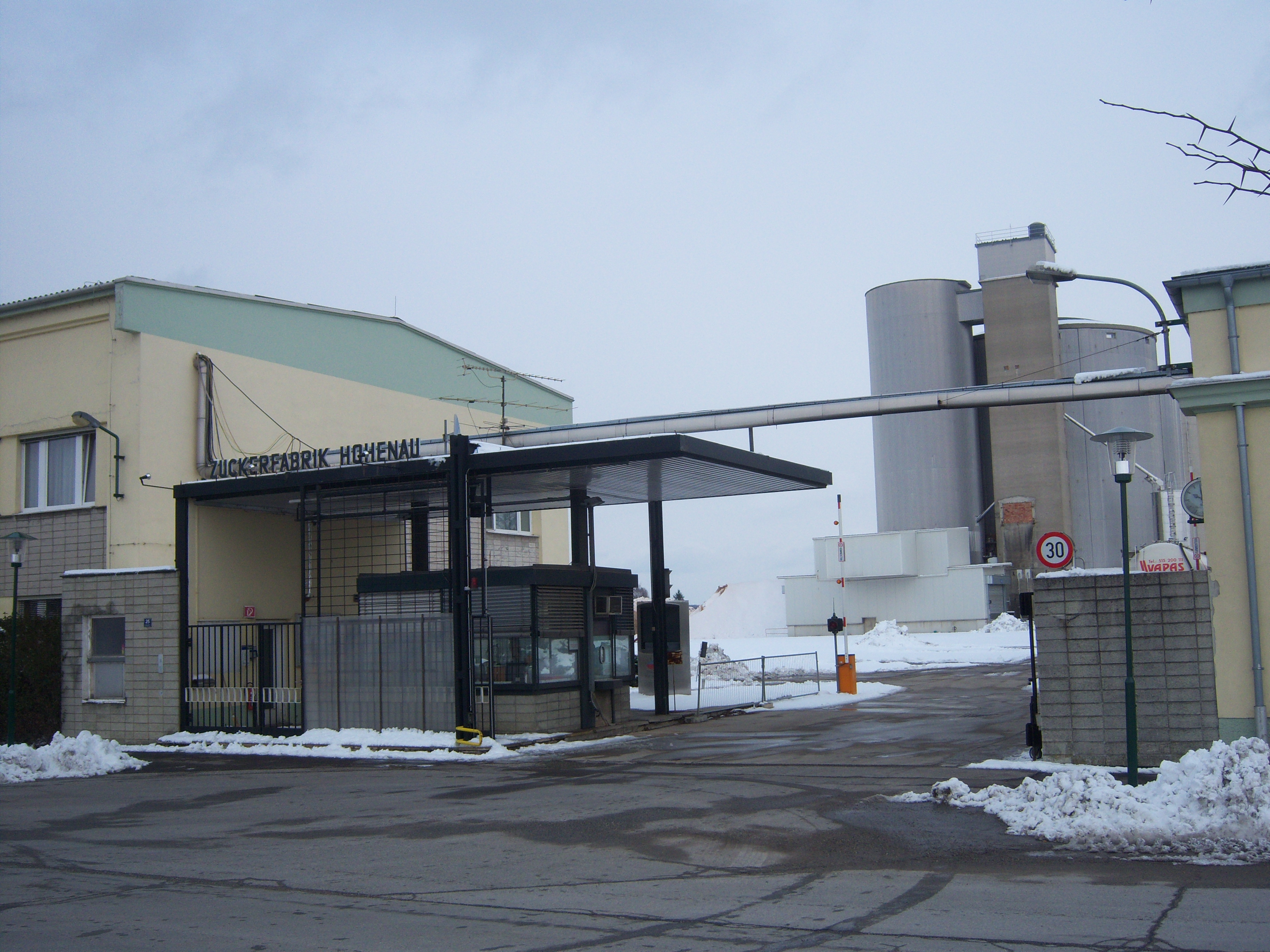
Eingang zur Zuckerfabrik
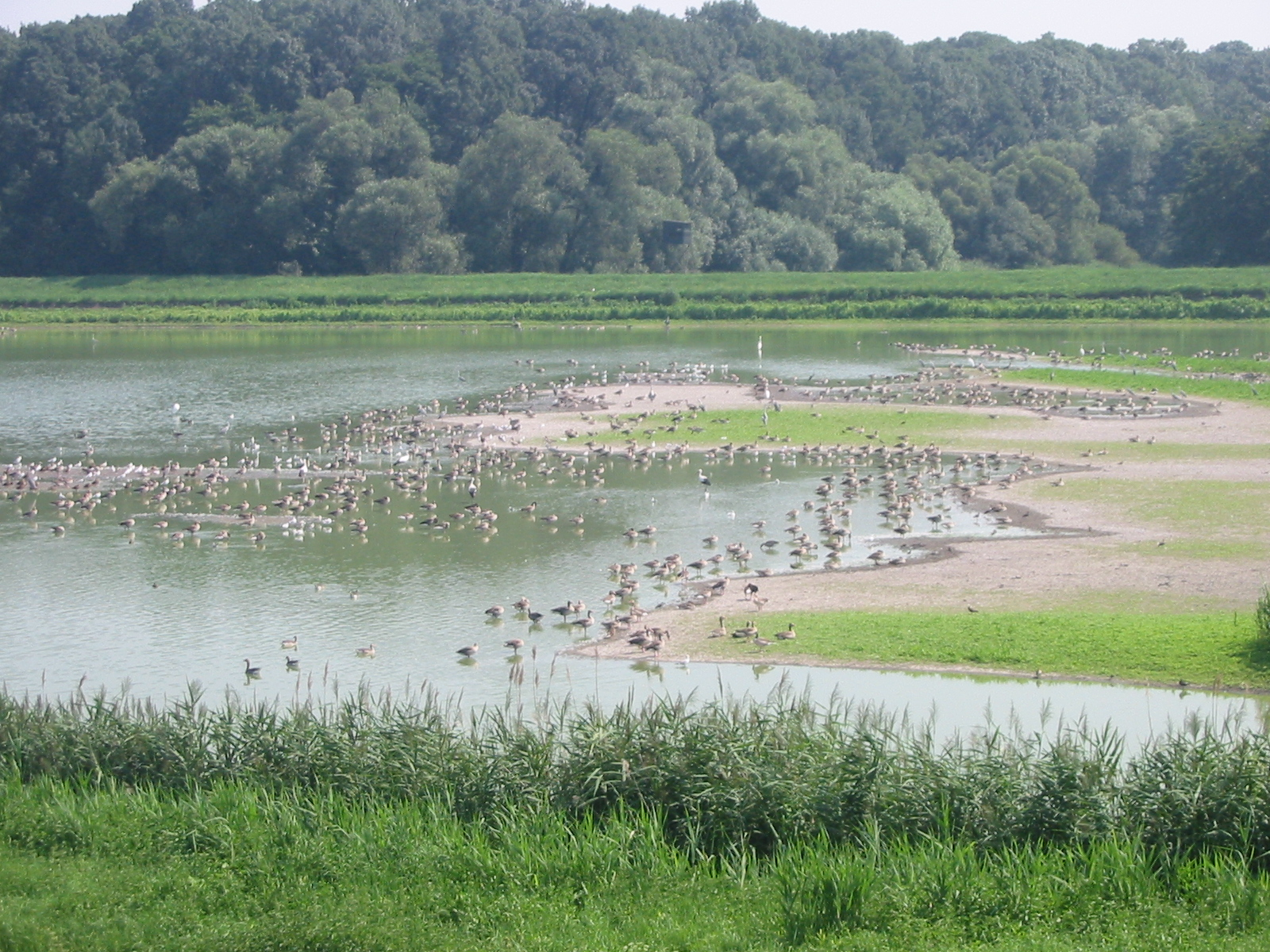
Durch warme Abwässer wurden verschiedenste Zugvögel angelockt
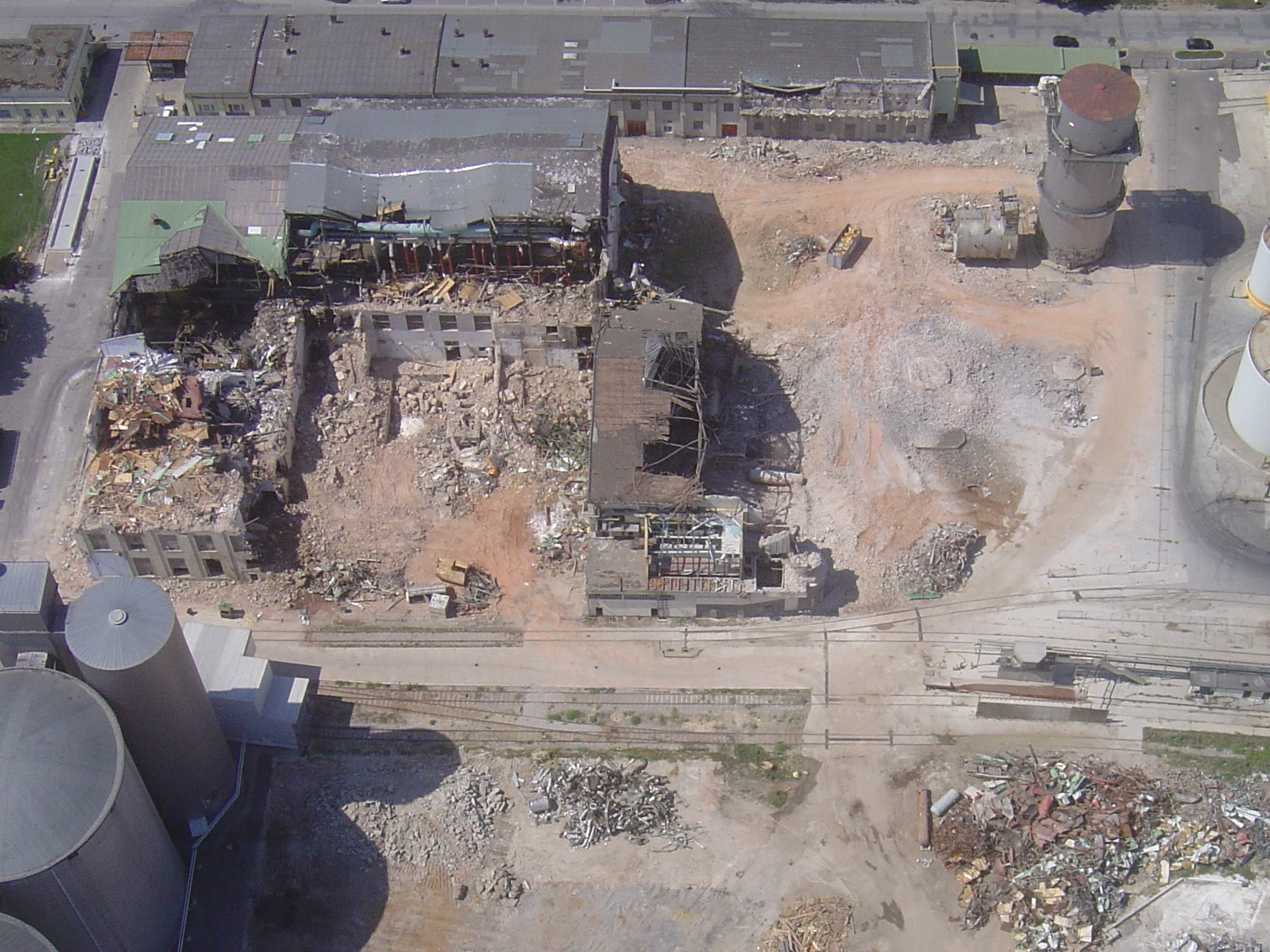
Abriss der Zuckerfabrik, Sommer 2008